# Eudúsios
Os Eudúsios ou Sedúsios (em latim), Eudusii, Sedusii  foram um povo germânico mencionado por César em seu Comentário às guerras da Gália. Relata César que havia soldados eudúsios no exército de Ariovisto ao qual ele derrotou:
Tácito (h. 55 – 120) menciona em seu Germânia, 40 aos Eudoses (eudoses), que seriam os eudúsios de César: 
Este povo dos Eudúsios que vivia no norte da Jutlândia, poderia ter sido os posteriores jutas (Iutae), isto é, os jutos que com anglos e saxões invadiram a província romana de Britânia em princípios do século V. 
Ptolomeu (h. 100 – h. 170), em seu Geografia menciona aos Fundúsios, como uma das tribos que habitava o que ele chamava a "Península Címbrica" e que se correspondia com a Jutlândia. Diz Ptolomeu:
Parece que neste ponto Ptolomeu faz uma leitura errônea de uma fonte latina dos Eudusii, pelo que os "fundusios" de Ptolomeu seriam os Eudúsios de César.